# Laura Hertreiter
Laura Hertreiter (* 1984) ist eine deutsche Journalistin. 

## Leben
Hertreiter war Reporterin für das Panorama sowie den Gesellschaftsteil der Süddeutschen Zeitung und leitete drei Jahre lang die Medienseite der Zeitung. Sie verantwortete seit 2020 das Ressort Kultur und Medien bei der Süddeutschen Zeitung zusammen mit Alexander Gorkow. 2024 wurde sie von der Wochenzeitung Die Zeit abgeworben und übernimmt im September 2024 gemeinsam mit Andreas Lebert die Leitung des Feuilletons der Zeitung als Nachfolger von Christine Lemke-Matwey und Volker Weidermann.

## Auszeichnungen (Auswahl)
- 2023: Journalistin des Jahres des Medium Magazins[3] in der Kategorie „Team“.
- 2024: Nominierung für den Stern-Preis in der Kategorie „Investigation“.[4][5]